# Jan Tops
Jan Tops (Valkenswaard, 5 de abril de 1961) é um ginete de elite holandês, especialista em saltos, campeão olímpico. Ele é criador da competição Global Champions Tour. 

## Carreira
Jan Tops representou seu país nos Jogos Olímpicos de 1988, 1992, 1996 e 2000, na qual conquistou a medalha de ouro nos saltos por equipes em 1992.